# Rires de Paris
Pour plus de détails, voir Fiche technique et Distribution.
Rires de Paris est un film français réalisé par Henri Lepage, sorti en 1953.

## Fiche technique
- Titre : Rires de Paris
- Réalisation : Henri Lepage
- Scénario et dialogues : André-Paul Antoine
- Photographie : Charlie Bauer
- Décors : Claude Bouxin
- Son : René Longuet
- Montage : Jeannette Berton
- Musique : Guy Lafarge
- Production : Robert de Nesle
- Genre : Comédie policière et dramatique
- Société de production : Compagnie Française de Production Cinématographique (C.F.P.C.)
- Tournage : du 28 avril au 7 juin 1952
- Pays d'origine :  France
- Durée : 90 minutes
- Date de sortie :
  - France - 17 avril 1953

## Distribution
- André Claveau
- Lysiane Rey
- Georges Lannes
- Dario Moreno
- Frédéric O'Brady
- Martine de Breteuil
- Édith Georges
- Roméo Carles
- Saint-Granier
- René Lacourt
- Jane Marken
- Bernard Musson
- Philippe Olive
- Gérard Darrieu
- Fernand Blot
- Jean Rigaux